# Pratbubbla

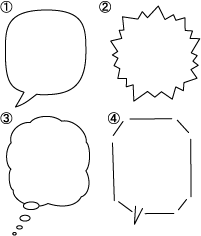
Fyra olika former på prat- och tankebubblor
1. Vanlig pratbubbla
2. Variant som ibland används för rop och skrik
3. Tankebubbla
4. Variant av vanlig pratbubbla

Pratbubblor är en grafisk konvention som används i tecknade serier för att låta ord (och mer sällan bilder) representera tal eller tankar alstrade av en viss figur. Det finns ofta en skillnad i utseende mellan de bubblor som representerar tal och de som representerar tankar: de senare benämns ofta som tankebubblor.

## Historik
Olika sätt att visa vad en tecknad figur säger har funnits i västvärldens grafik åtminstone sedan 1200-talet. De moderna pratbubblorna, så som vi känner dem idag, började dyka upp på 1600-talet. Med den växande serietidningsindustrin under 1900-talet standardiserades pratbubblornas utseende mer, men de formella konventioner som har utvecklats i olika kulturer (exempelvis USA jämfört med Japan) kan skilja sig märkbart.
I äldre tecknade serier var pratbubblor mindre vanliga, särskilt bland äventyrsserier, som Alex Raymonds Blixt Gordon och Hal Fosters Prins Valiant och Tarzan, där historien istället till stor del berättades i textrutor. I Europa var pratbubblor länge ovanligare än i USA, eller användes samtidigt med textrutor. Ett exempel på detta är den nederländske tecknaren Marten Toonders serier om Tom Puss och Oliver B. Bumble, i vilka historien berättas i textrutor under bildrutorna. Textrutorna tog upp nästan lika mycket plats som bilderna, vilket gjorde seriestripparna dubbelt så stora.
Sams serie var en av de första serierna som drev med fenomenet pratbubblor, genom att behandla dem som en del av seriefigurernas vardag: bubblorna kunde bäras bort och läggas i ett förråd, eller vändas fel.

## Vanliga former

### Pratbubblor
Den vanligaste bubblan är pratbubblan. Man brukar prata om två typer av pratbubblor: den ena typen används för figurer som är i bild, och den andra för sådana som ska föreställa vara ur bild. En figur som är i bild (en som är fullt eller mestadels synlig i bildrutan) får en pratbubbla med en "svans" som pekar mot talaren.
Alla pratbubblor innehåller dock inte (läsbar) text. Vissa s.k. utropsbubblor innehåller skiljetecken (frågetecken och utropstecken är vanligast) för att visa en figurs attityd till situationen, eller en samling andra tecken - till exempel #, (dödskallar), (åskmoln), (hakkors) - för att symbolisera svordomar eller en utskällning. En glödlampa i en pratbubbla (eller i en tankebubbla) anger att rollfiguren har fått en idé. Om texten endast består av ett eller flera Z skall det i regel tolkas som att figuren sover och snarkar.
För en figur som är utanför bild finns flera alternativ, varav vissa något okonventionella. Det vanligaste alternativet i väst är att använda standardbubblan och låta svansen peka mot den kant som talaren ska föreställa vara närmast. I manga används bubblor vars svans pekar in i rutan istället för ut från den (svansen pekar dock fortfarande mot det håll där talaren är). Det tredje alternativet används och skapades av serietecknaren Marjane Satrapi (skaparen av Persepolis), och ersätter svansen med en sorts "flaskhals" som fästs i bildrutans kant.
Somliga amerikanska serier har använt pratbubblor utan svans för att indikera att talarens plats och identitet är anonyma, att denne bara är en del av en stor folkmassa.

### Tankebubblor
Även tankebubblor kommer i två olika typer: den "luddiga" bubblan och kedjebubblan.
Kedjebubblan är närmast en universell konvention för tänkande i tecknade serier. Den består av en stor, molnliknande bubbla som innehåller den text som tänks, och som kopplas samman med en yta i närheten av tänkaren med en kedja bestående av mindre, runda bubblor av avtagande storlek.
En annan, mindre konventionell tankebubbla har dock dykt upp: den "luddiga" tankebubblan, som för närvarande mest används i manga (av tecknare som Ken Akamatsu). Den luddiga bubblan är i regel tämligen cirkulär, men istället för att bubblans kant är en linje är den en samling streck nära varandra, vilket ger en bild av luddighet. Luddiga tankebubblor använder sig inte av svansar, utan placeras helt enkelt i närheten av den tänkande figuren.

### Andra former
- Skrikbubblor har en taggig, "exploderande" utkant, ofta med en blixtliknande svans och stor, tjock textning. De indikerar att talaren skriker.
- Viskbubblor har prickade eller streckade kanter och en ofta liten och vag textning. De indikerar att talaren viskar.
- Istappsbubblor har stora istappar hängande från dem. De indikerar att talaren är "iskall" eller kylig mot någon eller något.

## Textrutor
Textrutor används generellt för narrativa syften. De är oftast fyrkantiga och placeras i bildrutans ovan- eller nederkant. Ofta är de färglagda för att indikera att det är en skillnad mellan dem och de oftast vita pratbubblor som indikerar tal.

## Tecknarspecifika varianter

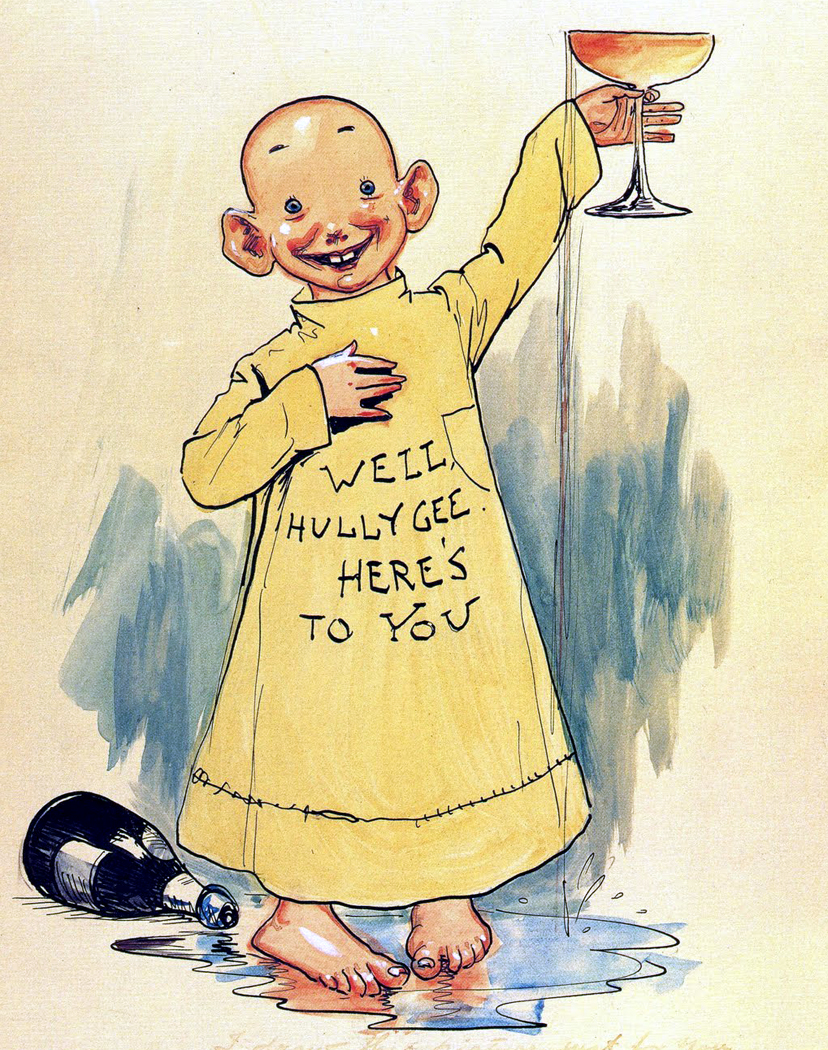
Yellow Kids yttranden skrivs ut på hans tröja.

Vissa figurer och serier använder högst okonventionella metoder för att indikera kommunikation. Det kanske mest anmärkningsvärda exemplet är Yellow Kid, en tecknad serie som ofta anses vara världens första regelbundet publicerade tecknade serie. Huvudkaraktärens (men inte de andra figurernas) ord skrevs ut på hans stora, gula klädnad.
Noterbara är även Dave Sims många variationer i hans serie Cerebus. Beroende på bubblans form, storlek och placering, såväl som struktur och form på textningen i bubblan, kunde Sim uttrycka en stor mängd information om talaren. Bland annat användes olika bubblor för olika sinnestillstånd (till exempel fylla) och för ekon. I Asterix använder sig René Goscinny och Albert Uderzo av bubblor utan svans för att indikera en avlägsen eller osedd talare.
En tidig pionjär för experimentering med olika typer av pratbubblor och textning för olika typer av tal var Walt Kelly i hans serie Pogo.
Ett förfaringssätt liknande dem som användes av Sim och Kelly används i den återkommande serien Monroe i MAD Magazine, där vissa ord skrivs större eller i ovanliga teckensnitt för att markera emfas.
Vid sång läggs ofta musiknoter in i pratbubblan. Melody Valentine, en figur i serien Josie and the Pussycats, har ständigt noter i sina bubblor, vilket ska indikera att hon pratar med en sånglik röst.
I manga finns det en tendens att inkludera det tal som är viktigt för handlingen i bubblor, medan liten klottrig text utanför bubblorna är ironiska kommentarer.

## Ordning
För att seriernas dialoger ska vara begripliga måste de läsas i ordning. Således har konventioner för i vilken ordning bubblorna skall läsas utvecklats. Vilken ordning de enskilda bubblorna läses i beror på hur text läses i det aktuella språket; för svenska och andra språk som skrivs med latinsk alfabet gäller vänster till höger, för exempelvis japanska höger till vänster.
Ibland staplas bubblor på varandra, då figurer har flera bubblor var. Sådana staplar läses uppifrån och ner.
Om konventionerna inte följs kan läsordningen bli oklar, vilket kan förvirra läsaren.
Serier som i original är skrivna på ett språk som läses från ett håll och som översätts till ett språk som läses från det andra hållet, har ibland helt enkelt fått spegelvända bilder vid översättningen. Detta underlättar läsningen men kan göra att bilderna inte ser riktiga ut. I stället har man numera ofta sett till att exempelvis japanska serier som översätts till språk som skrivs med latinska bokstäver får behålla sin bildordning och alltså läses "bakifrån".

## Teckensnitt
Vissa tecknare skriver in all text för hand, andra inte. Ett alternativ är att använda datortexning, en teknik som används vid översättning av manga. I vilket fall som helst är den använda teckenstilen nästintill industrigemensam: enbart versaler (c:et i efternamn som börjar på "Mc" möjligtvis undantaget) och ett rundat teckensnitt i stil med Comic Sans används.
I USA används ofta ett "I" av sans-serif-stil för bokstaven "i" i vanliga ord, medan ett "I" i serif-stil används för det engelska pronomenet "I" ('jag').